# Pristimantis munozi
Pristimantis munozi es una especie de anfibio anuro de la familia Craugastoridae.

## Distribución geográfica
Esta especie es endémica de la provincia de Pichincha en Ecuador. Se encuentra a unos 2851 m sobre el nivel del mar (0° 5′ 46.9″ S, 78° 36′ 15.3″ W) en la reserva ecológica Verdecocha.

## Publicación original
- Rojas-Runjaic, Delgado & Guayasamin, 2014: A new rainfrog of the Pristimantis myersi Group (Amphibia, Craugastoridae) from Volcán Pichincha, Ecuador. Zootaxa, n.º 3780, p. 36–50.[3]